# Molybdichthys junior
Molybdichthys junior è un pesce osseo estinto, appartenente ai redfieldiiformi. Visse nel Triassico medio (Anisico, circa 245 milioni di anni fa) e i suoi resti fossili sono stati ritrovati in Australia.

## Descrizione
Questo pesce era di dimensioni medio - piccole, e poteva raggiungere i 15 centimetri di lunghezza. Era dotato di un corpo snello e allungato, di una testa allungata ma dal muso corto. Gli occhi erano molto grandi, mentre le fauci erano piuttosto ampie. La pinna dorsale era posta in una posizione molto arretrata ed era di dimensioni abbastanza ridotte; la pinna anale, opposta a quella dorsale, era di dimensioni e forma pressoché identiche. La pinna caudale era leggermente biforcuta, mentre le pinne pettorali erano particolarmente piccole. Le pinne ventrali si trovavano esattamente a metà del corpo. Le scaglie di Molybdichthys erano ricoperte di ganoina, di forma quadrata e disposte in file diagonali.

## Classificazione
Molibdichthys è un tipico membro dei redfieldiiformi, un gruppo di pesci attinotterigi arcaici tipici del Triassico e dell'inizio del Giurassico. Molibdichthys junior venne descritto per la prima volta nel 1935 da Wade, sulla base di resti fossili rinvenuti nella zona di Brookvale in Nuovo Galles del Sud, in Australia.

## Paleoecologia
Probabilmente Molybdichthys era un piccolo predatore.